# Lucius Catilius Severus Iulianus Claudius Reginus
Lucius Catilius Severus Iulianus Claudius Reginus (PIR2 C 558) was een uit Bithynië stammende senator.
Na een praetorische cursus honorum met vele ambten te hebben doorlopen, werd hij in 110 n.Chr. consul suffectus. Hij zou in de hoedanigheid van consulair stadhouder worden aangesteld over Armenia en Cappadocia tijdens Trajanus' Parthische oorlog.
Hij zou in 117 legatus Augustus pro praetore van Syria worden. In 120 n.Chr. werd hij dan consul ordinarius, om rond 124/125 als proconsul naar Africa te worden gestuurd. Hij zou dan praefectus urbi worden en dit blijven tot 138. Toen hij zich verzette tegen de adoptie van Antoninus Pius, werd hij door Hadrianus afgezet. Hij was waarschijnlijk een voorouder van Marcus Aurelius. Hij huwde namelijk Dasumia Polla, de weduwe van Domitius Tullus, en werd aldus stiefvader van Domitia Lucilla.

## Voetnoten
1. ↑  T. Corsten, Die Familie der Catilii in Bithynien, in EA 6 (1985), pp. 127-131; H. Halfmann, Die Senatoren aus dem östlichen Teil des Imperium Romanum bis zum Ende des 2. Jahrhunderts n. Chr., Göttingen, 1979, pp. 133-.
2. ↑  SHA, Hadrianus 24.6-8.
3. ↑  SHA, Marcus Aurelius 1.3-4; PIR2 C 558, A.R. Birley, Marcus Aurelius: a biography, Londen - New York, 19872, p. 245.
4. ↑  A.R. Birley, Marcus Aurelius: a biography, Londen - New York, 19872, p. 245, R. Syme, The Ummidii, in Historia 17 (1968), pp. 95-96, R. Syme, The Testamentum Dasumii: Some Novelties, in Chiron 15 (1985), pp. 54-55.